# روديل ستيتش
روديل ستيتش (بالإنجليزية: Rudell Stitch)‏ كان ملاكم أمريكي من لويفيل (كنتاكي). وصل إلى التصنيف الثاني على العالم في وزن الويلتر.

## إحصائيات
خاض خلال مسيرته 34 نزالا، فاز في 27 وخسر في 7. فاز بالضربة القاضية في 13 نزالا.

## روابط خارجية
- روديل ستيتش على موقع بوكس ريك (الإنجليزية) (registration required)